# Я-5
Я-5 — советский тяжёлый грузовой автомобиль грузоподъёмностью 5 тонн, выпускавшийся на Ярославском государственном автозаводе с 1929 по 1934 год.

## Общие сведения
Конструкция автомобиля базировалась на более ранней модели того же завода — Я-4, главным отличием от которого стало применение импортного (американского) силового агрегата — двигатель фирмы Hercules, сцепление — фирмы Long или Brown-Lipe, КПП — фирмы Brown-Lipe.
Производство Я-5 началось во второй половине 1929 года и продолжалось по 1934 год. За это время было изготовлено 2273 грузовика Я-5. В это число не входят 364 шасси Я-6 — длиннобазного варианта Я-5.
Прекращение производства грузовика Я-5 связано с принятым решением отказаться с 1 января 1932 года от импорта силовых агрегатов. Это решение, в свою очередь, было обусловлено освоением на Заводе имени Сталина производства грузовика АМО-3. Силовой агрегат этой машины (копия американского Hercules-WXB) имел мощность 60 л. с. — в полтора раза ниже, чем устанавливавшийся на Я-5 Hercules-YXC-B. Тем не менее, с 1932 года двигатель АМО-3 стали устанавливать на шасси Я-5 — новый автомобиль получил обозначение ЯГ-3. Формально, на этом производство Я-5 прекратилось, а все оставшиеся в моторы Hercules-YXC-B были зарезервированы военными под выпуск трёхосного ЯГ-10. Однако, небольшие серии Я-5 продолжали изготавливаться — в 1933-1934 годах изготовили ещё 48 грузовиков Я-5.

## Технические характеристики
Двигатель:
- модель: Hercules-YXC-B
- тип: карбюраторный, 4-тактный
- конфигурация: рядный, 6-цилиндровый
- диаметр цилиндра: 111,13 мм (43/8")
- ход поршня: 120,65 мм (43/4")
- рабочий объём: 7022 см3
- степень сжатия: 4,6
- мощность: 93,5 л. с. при 2200 об/мин
- макс. крутящий момент: 38 кгc·м
- система газораспределения: нижнеклапанная, с 2 клапанами на цилиндр (расположены в один ряд с правой стороны блока цилиндров)
- система охлаждения: водяная, с принудительной циркуляцией (центробежная помпа), ёмкостью 58 литров
- система смазки: под давлением, от шестерёнчатого насоса
- система зажигания: батарейная или от магнето
- система питания: карбюратор «Zenith-110»
- подача топлива: диафрагменным насосом

Сцепление: либо двухдисковое фирмы Long, либо многодисковое фирмы Brown-Lipe
Коробка перемены передач:
- модель: Brown-Lipe-554
- тип: механическая, 3-вальная, 3-ходовая
- шестерни: прямозубые, скользящие
- число ступеней: 4 переднего хода, 1 — заднего хода
- передаточное число 1 передачи — 5,35
- передаточное число 2 передачи — 2,84
- передаточное число 3 передачи — 1,76
- передаточное число 4 передачи — 1,00
- передаточное число задней передачи — 6,25
- переключение передач: качающимся напольным рычагом

Карданная передача: с промежуточной опорой; число сочленений — 3 (карданные шарниры типа «Спайсер»); кардан заключён в кожух, передающий толкающие усилия от моста ведущих колёс на поперечину рамы.
Мост ведущих колёс::
- главная передача: двухступенчатая, цилиндро-коническая, с прямозубыми шестернями; передаточное число: 7,92
- дифференциал: конический, с 4 сателлитами
- полуоси: полностью разгруженные
- балка моста ведущих колёс: стальная кованая

Мост управляемых колёс и рулевое управление:
- балка моста управляемых колёс: стальная штампованая, двутаврового сечения
- развал передних колёс: 2°17'
- рулевой механизм: либо собственной конструкции («винт-гайка»), либо типа «Росс» (червяк и кривошип)
- рулевая тяга: продольная

Подвеска:
- передних колёс: зависимая на продольных полуэллиптических рессорах
- задних колёс: зависимая на продольных полуэллиптических рессорах, с дополнительными листами

Рама: лонжеронная, клёпаная из стандартных катаных швеллеров №16 (лонжероны) и №10 (поперечины)
Геометрические характеристики:
- длина машины: 6635 мм[2]
- ширина машины: 2460 мм
- высота машины (по кабине): 2550 мм
- колёсная база: 4200 мм
- колея передних колёс: 1750 мм
- колея задних колёс: 1784 мм
- размерность колёс: 40"×8"

Дорожный просвет (клиренс):
- под мостом управляемых колёс: 310 мм
- под мостом ведущих колёс: 300 мм

Радиус поворота: 8,2 метра
Собственная масса: 4830 кг или 4750 кг (соответственно, с шофёром и без)
Грузоподъёмность:
- по шоссе: 5 тонн
- по грунту: 3,5 тонны

Ёмкость топливного бака: 120 литров
Размещение топливного бака: под сиденьем водителя
Расход топлива: 43 л на 100 км
Максимальная скорость: 50 км/ч

## Стоимость
На 1934 год стоимость грузовика Я-5, с шофёрским инструментом и резиной на 7 колёс — 10190 руб., а шасси Я-5 с кабиной, с шофёрским инструментом и резиной на 7 колёс — 9490 руб.

## Машины на базе Я-5
На шасси грузовика Я-5 изготавливались автоцистерны и снегоуборочные машины.
В 1931-1932 годах для экспорта в Монголию была построена партия грузовиков Я-5, получивших пониженную бортовую платформу с колёсными нишами (т.н. «монголка») и улучшенную отделку.
В ноябре 1933 года на два грузовика Я-5 установили опытные образцы дизеля «Коджу», разработанного под руководством профессора Брилинга. Эти машины, получившие наименование Я-6 «Коджу», с успехом участвовали в так называемом «Дизель-пробеге» 1934 года.
В январе 1934 года на базе грузовика Я-5 ленинградским заводом «Красный Путиловец» был создан полугусеничный артиллерийский тягач ЯСП, оставшийся, впрочем, в единственном экземпляре.

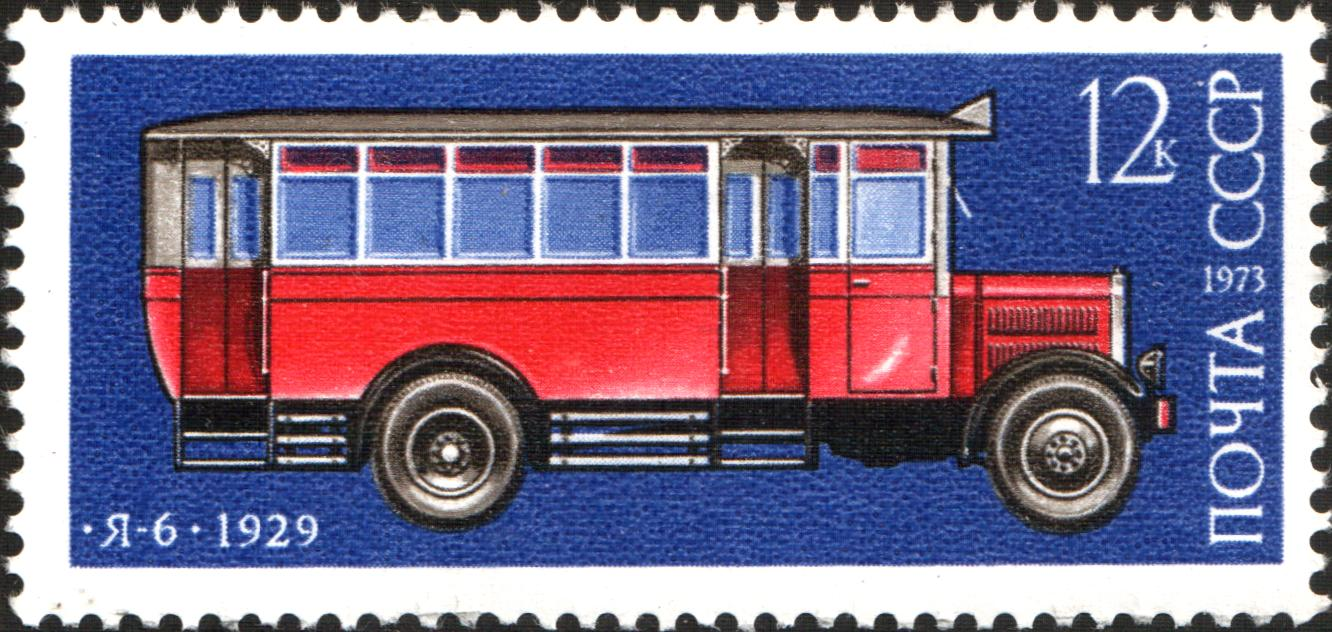
Первый пассажирский автобус Я-6, 1929. Почтовая марка СССР (1973)

Удлинённое на 580 мм шасси грузовика Я-5 получило обозначение Я-6. На нём сторонние организации (в основном, авторемонтные мастерские) строили автобусы, носившее то же название. С 1932 года на Я-6 ленинградский завод «Промет» строил пожарные линейки. Кроме того, на шасси Я-6 небольшими партиями ярославский автозавод выпускал для РККА грузовики с длинными бортовыми кузовами пониженного расположения (с колёсными нишами), с откидными бортами и с удлинёнными подножками, тянущимися от крыльев передних до задних колёс. Эти машины предназначались для перевозки съёмных зенитных прожекторов на колёсном ходу и первых звукоулавливателей.
На основе 2-осного Я-5 была создана 3-осная модель (с колёсной формулой 6 × 4) — ЯГ-10 грузоподъёмностью 8 тонн, которую  выпускали небольшими сериями до 1940 года.